# توبلر
توبلر (به لاتین: Tobeler) یک منطقهٔ مسکونی در روسیه است که در جمهوری آلتای واقع شده‌است.